# Quyền LGBT ở Panama
Quyền đồng tính nữ, đồng tính nam, song tính và chuyển giới ở Panama có thể phải đối mặt với những thách thức pháp lý mà những người không LGBT không gặp phải.  Cả hai hoạt động tình dục đồng giới nam và nữ đều hợp pháp trong Panama, nhưng các cặp vợ chồng và hộ gia đình đồng giới do các cặp đồng giới đứng đầu không đủ điều kiện nhận các lợi ích pháp lý và biện pháp bảo vệ tương tự cho các cặp vợ chồng khác giới.
Vào tháng 3 năm 2017, một vụ kiện tìm cách hợp pháp hóa hôn nhân đồng giới đã được đệ trình lên Tòa án Tối cao.  Vụ kiện đã gây ra nhiều cuộc thảo luận trong xã hội Panama, khiến nhiều nhân vật công khai tuyên bố ủng hộ quyền LGBT và/hoặc hôn nhân đồng giới dân sự, bao gồm cả Phó Tổng thống, Đệ nhất phu nhân và Tổng chưởng lý.
Hôn nhân đồng giới và nhận con nuôi của các cặp đồng giới có thể sẽ sớm trở thành hợp pháp tại Panama, theo phán quyết của Tòa án Nhân quyền Liên Mỹ năm 2018.

## Bảng tóm tắt
| Hoạt động tình dục đồng giới hợp pháp                                                                                       | (Từ năm 2008)                                                                                    |
| Độ tuổi đồng ý | (Từ năm 2008)                                                                                    |
| Luật chống phân biệt đối xử trong việc làm                                                                                  | (Đề xuất)                                                                                        |
| Luật chống phân biệt đối xử trong việc cung cấp hàng hóa và dịch vụ                                                         | (Đề xuất)                                                                                        |
| Luật chống phân biệt đối xử trong tất cả các lĩnh vực khác (bao gồm phân biệt đối xử gián tiếp, ngôn từ kích động thù địch) | (Đề xuất)                                                                                        |
| Hôn nhân đồng giới | (Thử thách được đưa lên Tòa án Tối cao; yêu cầu hợp pháp hóa theo phán quyết IACHR 2018)         |
| Công nhận các cặp đồng giới                                                                                                 | (Thử thách được đưa lên Tòa án Tối cao; yêu cầu hợp pháp hóa theo phán quyết IACHR 2018)         |
| Con nuôi của các cặp vợ chồng đồng giới                                                                                     | (Thử thách được đưa lên Tòa án Tối cao; yêu cầu hợp pháp hóa theo phán quyết IACHR 2018)         |
| Con nuôi chung của các cặp đồng giới                                                                                        | (Thử thách được đưa lên Tòa án Tối cao; yêu cầu hợp pháp hóa theo phán quyết IACHR 2018)         |
| Người LGBT được phép phục vụ công khai trong quân đội                                                                       | Không có quân đội                                                                                |
| Quyền thay đổi giới tính hợp pháp                                                                                           | (Từ năm 2006)                                                                                    |
| Truy cập IVF cho đồng tính nữ                                                                                               | Yes                                                                                              |
| Đồng tính luyến ái được loại khỏi danh sách bệnh                                                                            | (Từ năm 2008)                                                                                    |
| Liệu pháp chuyển đổi bị cấm                                                                                                 |                                                                                                  |
| Mang thai hộ thương mại cho các cặp đồng tính nam                                                                           | (Mang thai hộ diễn ra và không bị cấm, nhưng hiện tại không có luật nào quy định việc thực hành) |
| NQHN được phép hiến máu | No                                                                                               |